# Pangasius bocourti
 Pangasius bocourti és una espècie de peix de la família dels pangàsids i de l'ordre dels siluriformes.

## Morfologia
Els mascles poden assolir els 120 cm de llargària total.

## Alimentació
Menja plantes.

## Distribució geogràfica
Es troba a Àsia: conques dels rius Mekong i Chao Phraya.

## Vàlua comercial
Es comercialitza fresc.